# Česká expedice (samizdat)
Česká expedice (ČE) byla pražská samizdatová edice z let 1979–2007, která byla zaměřena na českou poezii a dále pak na díla historická, filozofická a literárněvědná. Edice Česká expedice taktéž zahrnovala básnická a publicistická díla svého zakladatele Jaromíra Hořce. Celkem se v této edici přepsalo kolem stopadesáti titulů. Kromě edice Česká expedice existovaly i jiné samizdatové edice, a to již od 70. let 20. století, jako byla edice Petlice Ludvíka Vaculíka, edice Expedice manželů Havlových nebo Pražská imaginace. Po roce 1989 se Česká expedice stala soukromým nakladatelstvím.    

## Vznik a poslání České expedice
Samizdatovou edici Česká expedice (ČE) založil básník a publicista Jaromír Hořec, který edici i následně řídil. Sám zakladatel svou vydavatelskou činnost neoznačoval za samizdat, nýbrž za strojové opisy či strojopisné řady. Podobně se k „nesympatickému“ označení samizdat stavěl i Ludvík Kundera, jenž raději používal označení rukopisné či strojopisné edice. Název Česká expedice vznikl dle stejnojmenného nakladatelství Matěje Václava Krameria, které fungovalo v letech 1790–1849. Odkazuje tak k českému národnímu obrození, k práci obrozenců a prohloubení národní identity. Se stejným záměrem vznikaly i stejnojmenné samizdatové edice Krameriova expedice 78 a Edice Expedice. Poslání samizdatové České expedice bylo zřejmé: publikovat díla autorů, kteří měli znemožněno publikovat oficiální cestou a šířit literaturu ke čtenářům a umožnit jim svobodně si vytvářet názory. 
Jaromír Hořec se původně snažil o opisování a šíření textů českých básníků, kteří za samizdatu veřejně nepublikovali. Později do edice zahrnul i různé studie a odborné práce. V České expedici například vyšly opisy odborných studií Jindřicha Chalupeckého, historické práce Františka Hartmana nebo nebo poezie Oldřicha Mikuláška. Na přepisování děl se postupně podílely Zdena Erteltová, Olga Hálová, Květa Jankovcová, Drahuše Proboštová či Petruška Šustrová. Publikace v České expedici vycházely pravidelně od roku 1979, s půlroční pauzou v roce 1981, kdy byl Jaromír Hořec zatčen a stíhán za údajné podvracení republiky, a to až do roku 1989. Nejaktivnější byla edice v letech 1987–1989.  
Literární díla, která vycházela v České expedici, byla nejčastěji doplňována výtvarným doprovodem od různých umělců. Publikace byly pravidelně doplňovány originálními kresbami, fotografiemi, litografiemi či linoryty aj. Nejčastěji výtvarnou složku doplňovali umělci František Dvořák, Jiří Jirásek, Václav Vokolek, Vladimír Komárek, Jaroslav Hořánek, František Gross, Anna Podzemná, Eva Sendlerová, Ivan Strnad, Miroslav Klomínek nebo sám Jaromír Hořec. Knihy vycházející v edici ČE byly nejčastěji ve formátu A5 a vázány v plátně. Na hřbetu knih byl uveden název České expedice a její řady. Autorem grafických značek České expedice, uváděných na patitulních listech, byl výtvarník Jiří Jirásek. V jeho ateliéru se v roce 1989 konala i výstava k desátému výročí nakladatelství. Mezi aktivity České expedice patřilo i vyhlášení Ceny České expedice, kterou získal mj. Petr Placák nebo Zdeněk Kalista.

## Jaromír Hořec a edice Česká expedice
Publikační činnost Jaromíra Hořce začíná již v letech 1979, avšak obdobně jako jiným autorům této doby bylo i jemu znemožněno publikovat, a tak se uchýlil k samizdatovému vydávání. Po roce 1968, kdy se opět hodně autorů dostalo do seznamu zakázané literatury, nemohl se ani Jaromír Hořec věnovat své publikační činnosti. Ve svém úsilí však nepolevil, a tak se v roce 1979 rozhodl založit vlastní samizdatové nakladatelství Česká expedice.     
Literární tvorba Jaromíra Hořce byla velice bohatá. Jeho básnické sbírky Bohemus nebo Svěcení hlíny byly oficiálním nakladatelstvím odmítány z důvodu údajných ideových a obsahových vad. Z toho důvodu pokračoval autor ve snaze publikovat svá díla pod jinými pseudonymy. Jeho básnická sbírka Svěcení hlíny byla dále opsána pod pseudonymem Jiří Hynek. V roce 1979 vyšla sbírka strojopisně v České expedici a v roce 1982 knižně v nakladatelství Poezie mimo domov.    

## Česká expedice po roce 1989
Po listopadu 1989 proměnil Jaromír Hořec samizdatovou edici Česká expedice na jedno z prvních soukromých nakladatelství. Samostatně nebo ve spolupráci s jinými nakladateli vydala ČE několik původně samizdatových titulů. Vedle starších děl se edice začala více orientovat na humoristická díla, a to v edici Duha a v edici Pro pamětníky, jež přinášela literární předlohy a přepisy scénářů filmů z třicátých let (Eva tropí hlouposti či Kristián). Dále zde působila edice Krystaly (překladová literatura), edice Magnet (detektivní žánr) či edice Studánka (dětská literatura). Po roce 2000 se Jaromír Hořec chtěl vrátit k původní samizdatové edici a snažil se navázat na své původní řady a strojopisné edice.